# Koninklijke en Hoge Raad der Nederlanden en Bourgondië

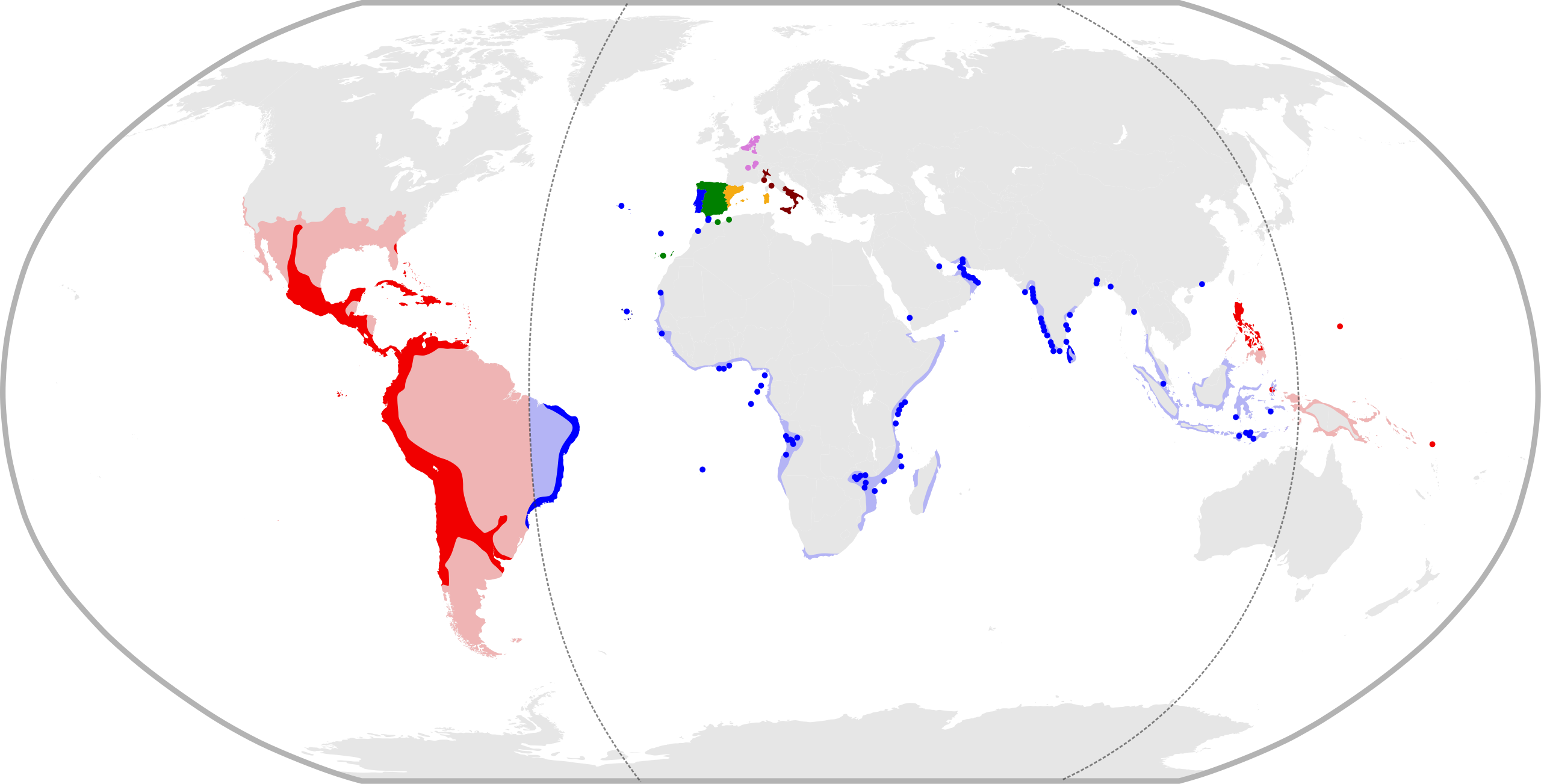
Het rijk van Filips II van Spanje in 1598 met het bevoegdheidsgebied van de Consejo de Flandes in het lichtpaars, inclusief de afgescheurde Noordelijke Nederlanden

De Koninklijke en Hoge Raad der Nederlanden en Bourgondië (Spaans: Consejo de Flandes of Real y Supremo Consejo de Flandes y Borgoña) was het bestuursorgaan van het Spaanse Rijk, belast met het bestuur van de Spaanse Nederlanden en Bourgondië. De Raad stond ook in voor het aanstellen van wetsdienaars en schatkistbeambten.
De Raad bestond uit een voorzitter en verschillende raadsleden, wier aantal afnam naargelang de territoriale verliezen van het Habsburgse Spanje. Hij werd voor het eerst opgericht in 1588 en werd definitief opgeheven door Filips V in 1713, toen de Spaanse Nederlanden als gevolg van de Vrede van Utrecht overgingen in Oostenrijkse handen.